# Love Explosion
Love Explosion är en musikgrupp inom den göteborgska proggen, bildad 1968. Sin inspiration hämtade gruppen från sen 1960-talsrock som Bob Dylan och The Doors. Gruppen har också jämförts med det svenska proggbandet Gudibrallan.
Gruppen framträdde på båda gärdesfesterna 1970 och medverkade även på det samlingsalbum som förevigade delar av den andra festen (Festen på Gärdet, 1971). Samma år utgavs gruppens debutalbum Bästa låtar på MNW. Skivan kom ut i två versioner. Den första innehöll låten "Djävulens patrask" där gruppen lånat melodin från Bob Dylans "Desolation Row". Dylans skivbolag vägrade dock att godkänna Love Explosions text, vilket gjorde att skivan drogs in. Texten blev även fälld av Radionämnden för att den inte uppfyllde "estetiska minimikrav". Senare utgavs skivan i en andra version där melodin till "Djävulens patrask" hade bytts ut. Gruppen upplöstes en första gång 1972.
Den 30 november och 1 december 1979 återförenades Love Explosion för två konserter på Renströmska jazzklubben i Göteborg. Varje kväll framfördes över fyrtio låtar i tre set. Bandet bestod vid detta tillfälle av Bo Berndtsson, Mats Brune, Henrik Dyrssen, Anders Ellegård, Dennis Huntington, Mikael Jörgenfelt, Bengt Lövkvist, Torgny Sjöstedt och Stefan Sundström.
2001 släpptes ytterligare en skiva, jämnt 30 år efter den första, som heter April 2001 på CD av Bioquest Productions.
Bandet har även egenhändigt gett ut skivan Skrea Strand (2006), vilken består av demoinspelningar.
Textmässigt behandlade gruppen skilda ämnen, med formmässiga influenser från såväl blues och pop som svensk dansmusik och äldre bunden poesi. Inte sällan användes ironi. Gruppen har beskyllts för att hylla musikalisk amatörmässighet. Flera av medlemmarna var verksamma inom KPML(r):s ungdomsförbund i Göteborg. Gruppens kanske mest kända låt är "Stockholm City" (även kallad "Ljusne"). Jan Hammarlund spelade in låten till sitt album Befriade från skolan (1972). Även Greg FitzPatrick har gjort en cover på låten.

## Diskografi
Studioalbum
- 1971 – Bästa låtar
- 2001 – April 2001

Demosamling
- 2006 – Skrea Strand

Medverkan på samlingsalbum
- 1971 – Festen på Gärdet
- 1972 – MNW i ditt liv
- 2007 – Lägg av! Ni fattar ingenting
- 2007 – Proggen
- 2009 – Ljud från Waxholm 1969–2009

### Fotnoter
1. 1 2 3 4  ”Love Explosion”. Progg.se. Arkiverad från originalet den 29 februari 2012. https://web.archive.org/web/20120229092954/http://www.progg.se/band.asp?ID=20. Läst 6 januari 2013.
2. 1 2  Gradvall et al 2009, #316
3. 1 2  ”Love Explosion”. Svensk mediedatabas. http://smdb.kb.se/catalog/search?q=Love+Explosion+typ%3Afonogram&sort=OLDEST. Läst 6 januari 2013.
4. ↑  ”Skrea strand”. Love Explosion. Arkiverad från originalet den 10 oktober 2013. https://web.archive.org/web/20131010202724/http://loveexplosion.com/jukebox/skrea.html. Läst 6 januari 2013.